# النزلة (ولاية تقرت)
النزلة بلدية من بلديات دائرة تقرت ولاية تقرت في الجزائر.

## جغرافية بلدية النزلة
تقع بلدية النزلة في دائرة تقرت بولاية تقرت في الجنوب الشرقي من العاصمة الجزائرية الجزائر
تبلغ مساحة بلدية النزلة: 132.7 كلم مربع، ويبلغ عدد سكانها في 2025 : 76 الف نسمـة، وهي من أكبر بلدية في ولاية تقرت من حيث عدد السكان .

## المرافق والمؤسسات
المؤسسات القاعدية لقطاع الشباب والرياضة ببلدية النزلة:بها ثلاث مؤسسات دارين للشباب ومركب رياضي جواري بحي الحرية (عسو) يحتوي هذا الأخير على حوضي للسباحة وقاعة مغطاة متعددة الرياضية وهو نقطة إشعاع ثقافي وترفيهي ورياضي ترتكز عليه هذه البلدية حيث وصل عدد المنخرطين به إلة 1400 منخرط بشهر ماي 2013

## المؤسسات التعليمية
الثانويـات: 03
المتـوسطات: 07
الابتـدائيـات: 26
رياض الأطفال: 01 تابعة للبلدية لم تستغل بعد + والعديد من روضات الأطفال الخاصة وهي متنشرة بكثرة
المعهد الوطني المتخصص في الفلاحة الصحراوية بسيدي مهدي
إدارة جامعة التكوين المتواصل ملحقة تقرت بتراب البلدية يرأسه السيد مجدوب، وتتم الدراسة في إكمالية الإمام على ومتقن بلقايد في حي النصر أو ما يعرف ب 18 ينطق باللغة الفرنسية.
 مرافق الشباب والرياضة والثقافة: الملاعب: 04
المراكز التعليمية والترفيهية ودور الشباب: 02
مركب سباحة: 01
قاعة سينما +(متحف): 01
مكتبات: 02 في طور الإنجاز.